# Shivnarine Chanderpaul
Shivnarine Chanderpaul (* 16. August 1974 in Unity Village, Demerara-Mahaica, Guyana) ist ein ehemaliger Cricketspieler.

## Karriere
Er spielt bei Begegnungen im Test Cricket und bei One-Day International Cricket Matches (ODI) für das Team der West Indies. Im Jahr 2008 wurde er sowohl zum ICC Player of the Year, als auch zu einem der fünf Wisden Cricketers of the Year gewählt. Bisher nahm Shivnarine Chanderpaul für das Team der West Indies an 140 Tests teil und erzielte dabei 10.055 Runs. Er ist neben seinem ehemaligen Team-Kollegen Brian Lara einer von nur zehn Spielern, die in Tests mehr als 10.000 Runs erreichten. Sein Test-Debüt erfolgte gegen England im März 1994 in Georgetown, Guyana. Außerdem bestritt er für die West Indies bisher 268 One-Day Internationals, bei denen er 8.778 Runs erzielte. Sein erstes One-Day International Match bestritt er in Faridabad gegen Indien am 17. Oktober 1994. Mit dem Team der West Indies nahm Chanderpaul bisher an fünf Cricket-Weltmeisterschaften (1996, 1999, 2003, 2007 und 2011) teil.
Am 23. Januar 2016 verkündete er seinen Rücktritt vom internationalen Cricket.